# 541-й гаубичный артиллерийский полк
541-й гаубичный артиллерийский полк, также 541-й гаубичный артиллерийский полк большой мощности, 541-й гаубичный артиллерийский полк РГК (РВГК) - воинское соединение Вооружённых Сил СССР в Великой Отечественной войне.

## История
Полк сформирован 22 июня 1941 года путём выделения его из состава 101-го гаубичного полка. На вооружении полка стояли 152-мм гаубицы
В действующей армии с 24 июня 1941 по 30 сентября 1943 года. На 24 июня 1941 года располагается на Карельском перешейке. В середине июля 1941 года переброшен на Лужский оборонительный рубеж, где в августе 1941 года попал в окружение. 25 августа 1941 года остатки полка были включены в состав 51-го корпусного артиллерийского полка.
28 августа 1941 года ведёт огонь по Беково, Остров, станции Дивенская, Кузнецово, установил связь с пехотой, и приступил к прокладке гати через болота.
29 августа 1941 года, оставив прикрытие, двинулся на выход из окружения по болотам. Постоянно настилая гать в тяжелейших условиях, под периодическим обстрелом медленно продвигался в район Вырицы. К тому времени фактически все артиллерийские соединения Лужского рубежа составляли 51-й корпусной полк. Одновременно по гати выходили из окружения части 41-го стрелкового корпуса.
4 сентября 1941 года полк по приказу развернулся и поддержал огнём наступление 177-й и 235-й стрелковой дивизии на Вырицу с целью прорыва кольца окружения.
9 сентября 1941 года был получен приказ сформировать из наиболее сохранившихся орудий и средств тяги один дивизион, остальную материальную часть:
«…завести в болото, снять замки, прицелы, панорамы, закопать, замаскировать и оставить. С тракторов снять пусковые моторы, форсунки, трубки высокого давления, также закопать, а трактора также замаскировать. Машины завести поглубже в лес, снять динамо, вывернуть свечи, снять аккумуляторы и оставить».
В этот же день и 10 сентября 1941 года остатки полка вновь двинулись на выход из окружения, 12 сентября 1941 года вновь участвовали в попытке прорыва, действуя уже как стрелковые соединения. 15 сентября 1941 года были уничтожены последние орудия полка, какая-то часть личного состава смогла выйти из окружения. Полк был восстановлен в Ленинграде, поздней осенью 1941 года занял позиции на юге Ленинграда, вёл контрбатарейную стрельбу, стрельбу по укреплениями и скоплениям сил противника в районах Красное Село, Ропша, Константиново, Воронья Гора. Так, наблюдательные пункты полка были на обсерватории Пулково и на заводской трубе в стороне Кировского завода. В июне 1942 года поддерживает частное наступление советских войск в районе Старо-Паново.
Осенью 1942 года полк был переброшен под Шлиссельбург, неподалёку от деревни Марьино, подавляя   огневые точки врага, уничтожая скопления немецкой пехоты и техники, с января 1943 года участвовал в операции по прорыву блокады Ленинграда.
14 января 1943 года вошёл в состав 80-й тяжёлой гаубичной артиллерийской бригады, 30 сентября 1943 года обращён на её же укомплектование, а сам расформирован.

## Полное наименование
- 541-й гаубичный артиллерийский полк

## Подчинение
| Дата            | Фронт (округ)                                                 | Армия                      | Корпус                                       | Дивизия | Бригада                                       | Примечания |
| --------------- | ------------------------------------------------------------- | -------------------------- | -------------------------------------------- | ------- | --------------------------------------------- | ---------- |
| 22.06.1941 года | Северный фронт                                                | -                          | -                                            | -       | -                                             | -          |
| 01.07.1941 года | Северный фронт                                                | -                          | -                                            | -       | -                                             | -          |
| 10.07.1941 года | Северный фронт                                                | -                          | -                                            | -       | -                                             | -          |
| 01.08.1941 года | Северный фронт                                                | Лужская оперативная группа | -                                            | -       | -                                             | -          |
| 01.09.1941 года | Ленинградский фронт                                           | 48-я армия                 | -                                            | -       | -                                             | -          |
| 01.10.1941 года | Ленинградский фронт                                           | -                          | -                                            | -       | -                                             | -          |
| 01.11.1941 года | Ленинградский фронт                                           | -                          | -                                            | -       | -                                             | -          |
| 01.12.1941 года | Ленинградский фронт                                           | 42-я армия                 | -                                            | -       | -                                             | -          |
| 01.01.1942 года | Ленинградский фронт                                           | 42-я армия                 | -                                            | -       | -                                             | -          |
| 01.02.1942 года | Ленинградский фронт                                           | 42-я армия                 | -                                            | -       | -                                             | -          |
| 01.03.1942 года | Ленинградский фронт                                           | 42-я армия                 | -                                            | -       | -                                             | -          |
| 01.04.1942 года | Ленинградский фронт                                           | 42-я армия                 | -                                            | -       | -                                             | -          |
| 01.05.1942 года | Ленинградский фронт (Группа войск Ленинградского направления) | 42-я армия                 | -                                            | -       | -                                             | -          |
| 01.06.1942 года | Ленинградский фронт (Ленинградская группа войск)              | 42-я армия                 | -                                            | -       | -                                             | -          |
| 01.07.1942 года | Ленинградский фронт                                           | 42-я армия                 | -                                            | -       | -                                             | -          |
| 01.08.1942 года | Ленинградский фронт                                           | 42-я армия                 | -                                            | -       | -                                             | -          |
| 01.09.1942 года | Ленинградский фронт                                           | 42-я армия                 | -                                            | -       | -                                             | -          |
| 01.10.1942 года | Ленинградский фронт                                           | 42-я армия                 | -                                            | -       | -                                             | -          |
| 01.11.1942 года | Ленинградский фронт                                           | 42-я армия                 | -                                            | -       | -                                             | -          |
| 01.12.1942 года | Ленинградский фронт                                           | 42-я армия                 | -                                            | -       | -                                             | -          |
| 01.01.1943 года | Ленинградский фронт                                           | 67-я армия                 | Артиллерийская дивизия Ленинградского фронта | -       | -                                             | -          |
| 01.02.1943 года | Ленинградский фронт                                           | 67-я армия                 | 28-я артиллерийская дивизия                  | -       | 80-я тяжёлая гаубичная артиллерийская бригада | -          |
| 01.03.1943 года | Ленинградский фронт                                           | 67-я армия                 | 28-я артиллерийская дивизия                  | -       | 80-я тяжёлая гаубичная артиллерийская бригада | -          |
| 01.04.1943 года | Ленинградский фронт                                           | 67-я армия                 | 28-я артиллерийская дивизия                  | -       | 80-я тяжёлая гаубичная артиллерийская бригада | -          |
| 01.05.1943 года | Ленинградский фронт                                           | 67-я армия                 | 28-я артиллерийская дивизия                  | -       | 80-я тяжёлая гаубичная артиллерийская бригада | -          |
| 01.06.1943 года | Ленинградский фронт                                           | 67-я армия                 | 28-я артиллерийская дивизия                  | -       | 80-я тяжёлая гаубичная артиллерийская бригада | -          |
| 01.07.1943 года | Ленинградский фронт                                           | 67-я армия                 | 28-я артиллерийская дивизия                  | -       | 80-я тяжёлая гаубичная артиллерийская бригада | -          |
| 01.08.1943 года | Ленинградский фронт                                           | 67-я армия                 | 28-я артиллерийская дивизия                  | -       | 80-я тяжёлая гаубичная артиллерийская бригада | -          |
| 01.09.1943 года | Ленинградский фронт                                           | 67-я армия                 | 28-я артиллерийская дивизия                  | -       | 80-я тяжёлая гаубичная артиллерийская бригада | -          |

## Командиры
- Петров, Иван Тимофеевич, капитан, затем майор, подполковник (06.1941 — 11.1942)